# Odăile
Odăile est une commune roumaine située dans le județ de Buzău.